# Nyolc halhatatlan

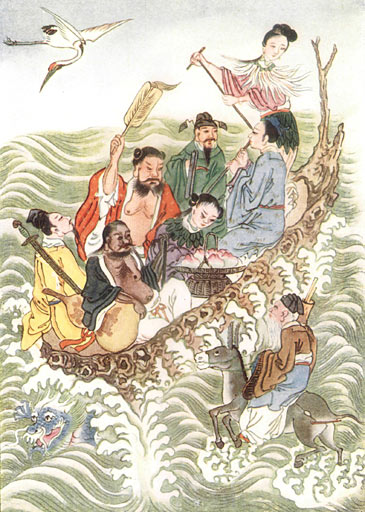
A nyolc halhatatlan átkel a tengeren

A nyolc halhatatlan (kínai: 八仙; Pinyin: Bāxiān, magyaros átírással: Pa-hszien; Wade-Giles: Pa-hsien) a kínai mitológia nyolc alakja, Tao „szentek”. Legtöbbjüket kapcsolatba hozzák a Tang-, illetve a Song-dinasztia idején élt és különböző társadalmi rétegekhez tartozó, más-más életkörülmények között élt  és legendássá vált személyekkel. Ma is népszerűek, gyakran ábrázolják őket attribútumaikkal, amint átkelnek a tengeren.

## Felsorolás
| kép | magyarul                              | kínaiul | megjegyzés |
| --- | ------------------------------------- | ------- | --- |
|     | Lü Tung-pin (Lü Dongbin)              | 呂洞賓  | Légycsapóval és mágikus karddal ábrázolt, 755–805 körül élt alkimista.                                          |
|     | Li Tie-kuaj (Li Tieguai)              | 李鐵拐  | A csonkák és betegek védőszentje, bottal és lopótökkulaccsal ábrázolják.                                        |
|     | Csungli Csuan (Zhongli Quan)          | 鐘離權  | Meztelen hassal, legyezőt tartva ábrázolják, a katonaság védőszentje                                            |
|     | Han Hszien-ce (Han Xiangzi), a tiszta | 韓湘子  | Furulyával ábrázolt fiatalember, a zenészek védőszentje.                                                        |
|     | Cao Kuo-csiu (Cao Guojiu)             | 曹國舅) | A színészek védőszentje, kasztanyettával és a császári udvarhoz bejárást biztosító jade táblácskával ábrázolják |
|     | Csang Kuo-lao (Zhang Guolao)          | 張果老  | Az öregek védőszentje, öszvérrel, bambuszdobbal és vaspálcával ábrázolják.                                      |
|     | Lan Cai-ho (Lan Caihe)                | 藍采和  | A virágárusok védőszentje, leányként is, ifjúként is ábrázolják, egy virágkosárral a kezében.                   |
|     | Ho Hszien-ku (He Xiangu)              | 何仙姑  | Lótuszvirággal vagy virágoskosárral és egy őszibarackkal, továbbá egy szájorgonával ábrázolt ifjú hölgy.        |

## Ajánlott források
- (magyarul) A Nyolc Halhatatlan - Ba Xian 八仙. dao.hu. [2016. március 5-i dátummal az eredetiből archiválva]. (Hozzáférés: 2010. december 27.)
- (angolul) Science and Civilisation in China. (hely nélkül): Cambridge University Press, Needham Research Institute. 1954.
- (angolul) A világon a legnagyobb „A Nyolc Halhatatlan átkel az óceánon” bronzszobor. (hely nélkül): Thailand Travel Dictionary.
- (franciául) „A nyolc halhatatlan átkel a tengeren” – Ábrázolás és rövid leírás. (hely nélkül): Perso.wanadoo.fr.
- (kínaiul) A nyolc halhatatlan részletes leírása. (hely nélkül): Greatchinese.com.
- (japánul) A nyolc halhatatlan gyakori ábrázolása. (hely nélkül): Asamiryo.jp.
- (franciául) Les huit immortels dans le vin.  A nyolc halhatatlan a borban – költemény
- (franciául) „A nyolc halhatatlan átkel a tengeren” francia fordításban. Jacques Garnier ford. (hely nélkül): Youfenghely=Paris. ISBN 2842791967
- (kínaiul) Les huit immortels traversant la mer. Joyo.com[halott link]
- (angolul) A nyolc halhatatlan leírása. (hely nélkül): Fact-index.com.
- (franciául) Paul R. Katz Images of the Immortal: The Cult of Lu Dongbin at the Palace of Eternal Joy University of Hawaii Press (31 mai 2000) ISBN 082482170X ISBN 978-0824821708
- (angolul) Lu Yen / Dongbin L'u Secret of the Golden Flower Nuvision Publications (10 avril 2007) ISBN 1595479198 ISBN 978-1595479198
- (franciául) Marie Holzman, Chao-Pao Chen Comment Lü Dongbin devint immortel Gallimard (2 février 1995) Les Contes du ciel et de la terre ISBN 2070583562 ISBN 978-2070583560
- (franciául) Mythes chinois d'Anne Birrell éditions du seuil 2005
- (angolul) The Eight Immortals of Taoism. Kwok Man Ho, Joanne O'Brien, Penguin Books 1991. ISBN 0-452-01070-5